# Horace Wells

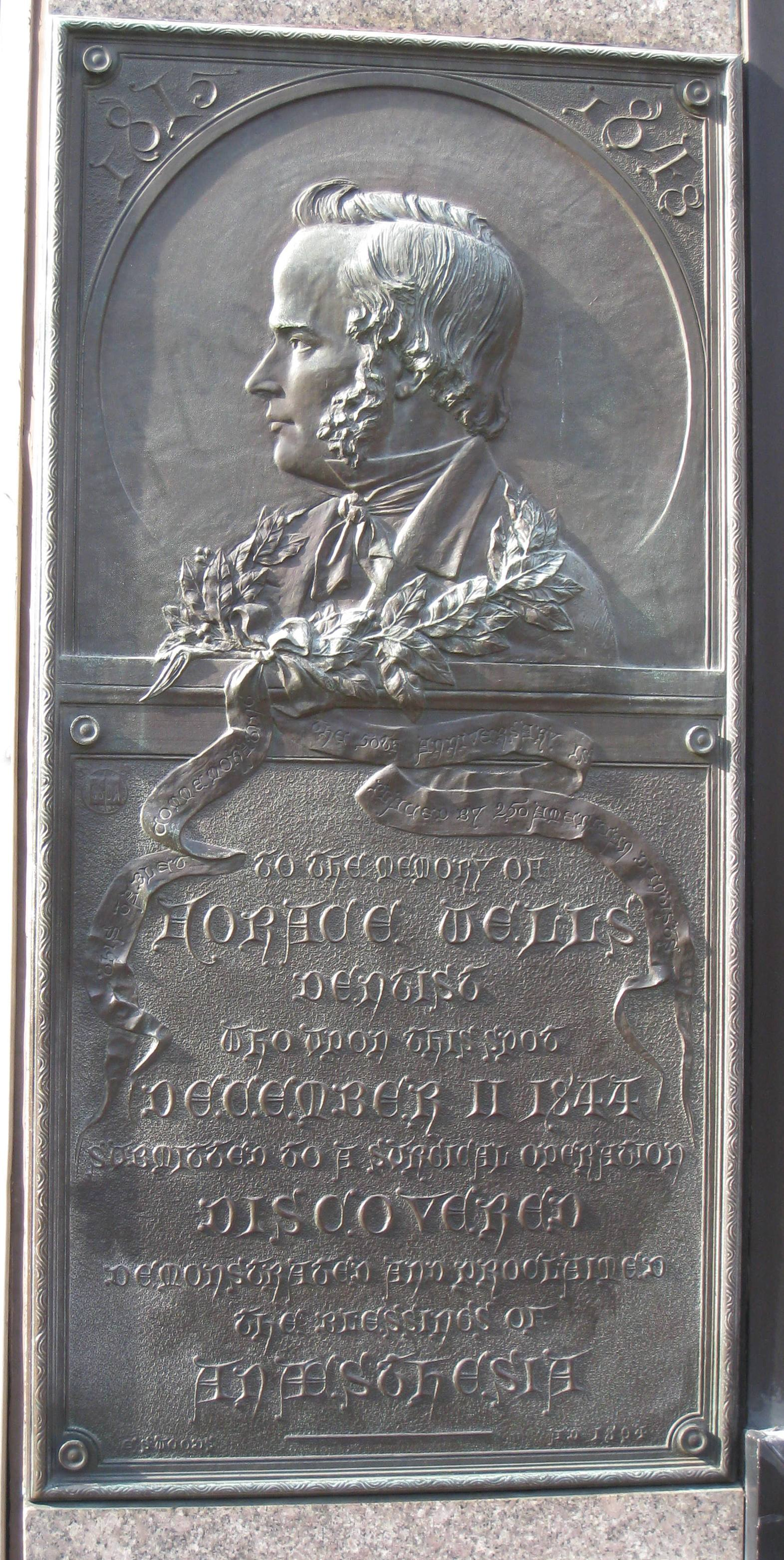
Gedenktafel für Horace Wells in Hartford, Connecticut, USA

Horace Wells (* 21. Januar 1815 in Hartford, Vermont; † 24. Januar 1848 in New York City) war ein US-amerikanischer Zahnheilkundler. Er gilt als einer der Pioniere der modernen Narkose.
Nach einem Studium der Chemie eröffnete Wells gemeinsam mit William T.G. Morton eine Zahnarztpraxis in Hartford (Connecticut).
Bei einer Jahrmarktvorführung am 10. Dezember 1844, auf der Lachgas wegen seiner berauschenden Wirkung zur öffentlichen Belustigung eingesetzt wurde, entdeckte Wells zufällig die schmerzbetäubende (Neben-)Wirkung des Lachgases, als ein junger Mann sich wie ein Tobsüchtiger gebärdete, im Rausch über eine Kante stolperte, sich dabei eine heftig blutende Schienbeinwunde zuzog und selbst im schnellen Lauf keinerlei Schmerzempfindung äußerte. Daraufhin ließ sich Wells am 11. Dezember 1844 von dem ehemaligen Medizinstudenten Gardner Quincy Colton (ein Veranstalter von Jahrmarktsvorführungen mit Äther und Lachgas am 10. Dezember 1844) über Lachgasherstellung und -Anwendung informieren und ließ sich, betäubt mit Lachgas, am selben Abend von seinem Assistenten John Mankey Riggs in seiner Praxis einen Weisheitszahn entfernen. Nachdem er wieder zu sich gekommen war, berichtete er, dabei keinerlei Schmerzen verspürt zu haben. Wells verwendete daraufhin die Lachgasnarkose erfolgreich in seiner Zahnarztpraxis. Er begann dann auch mit verschiedenen Inhalationsnarkotika zu experimentieren, unter anderem mit dem später durch Morton bekanntgemachten Äther, den er jedoch aufgrund seiner Nebenwirkungen für ungeeignet hielt. Schließlich hatte er bei mehr als einem Dutzend Patienten erfolgreich die heute noch eingesetzte Lachgasnarkose angewendet.
Als Wells, vermittelt durch seinen ehemaligen Schüler Morton, am 25. Januar 1845 seine Entdeckung der ärztlichen Öffentlichkeit mit Erlaubnis des Klinikleiters John Collins Warren am Massachusetts General Hospital in Boston bekannt machen wollte, scheiterte sein Experiment vermutlich aufgrund einer zu geringen Dosierung bei einem übergewichtigen, dem Alkohol zugeneigten Studenten, bei dem Wells die Lachgas-Anästhesie im Rahmen einer vor Studenten und Ärzten durchgeführten Zahnextraktion anwandte (Der Patient schrie während der Zahnextraktion laut auf). Daraufhin war Wells’ Ruf in der Fachwelt ruiniert. Er erlitt einen Nervenzusammenbruch, während Morton im Jahre 1846 bei einer erneuten öffentlichen und diesmal erfolgreichen Vorführung mit Äther den Ruhm für sich beanspruchte, ebenso wie Charles Thomas Jackson und später Wells, der berichtete, dass er bereits 1844 Äther erfolgreich angewendet habe. (Im Prioritätenstreit entschied sich die Pariser Akademie der Wissenschaften für Jackson als Entdecker und Morton als ersten Anwender des Äthers für narkotische Zwecke).
In Mortons Auftrag bereiste Wells ab 1847 Europa, um für seine Entdeckung und andere von Morton entdeckte Anästhetika zu werben, wurde aber selbst chloroformsüchtig. Nachdem er im Rausch zwei Frauen mit Säure bespritzt hatte, landete Wells, der inzwischen seinen Wohnsitz in New York hatte, schließlich im New Yorker Gefängnis Tombs Prison. Dort beging Wells Suizid durch einen Schnitt in eine Oberschenkelader, nachdem er sich zuvor mit Chloroform schmerzunempfindlicher gemacht hatte.